# Спілка композиторів Республіки Татарстан
Спілка композиторів Республіки Татарстан — громадська організація — творчий союз професійних композиторів і музикознавців Республіки Татарстан.
Основними цілями Спілки є:
- розвиток і збагачення музичних традицій Республіки Татарстан
- забезпечення умов для створення високопрофесійних творів
- турбота про розвиток різних музичних жанрів
- активна участь в духовному і суспільному житті
- проведення концертів, фестивалів, конкурсів, конференцій
- участь в республіканських, російських і міжнародних фестивалях, конкурсах.

## Історія
Спілка композиторів Республіки Татарстан утворена в 1939 році. До складу Оргкомітету Спілки увійшли Назіб Жиганов (голова), Олександр Ключарьов, Мансур Музафаров.
2 лютого 1940 року на засіданні Оргкомітету в Спілку були прийняті композитори Василь Виноградов, Юрій Виноградов, Назіб Жиганов, Олександр Ключарьов, Мансур Музафаров, Саліх Сайдашев, Джаудат Файзі, Загід Хабібуллін, Фарід Яруллін і музикознавець Х. Терегулова.
Як свідчить «Короткий огляд діяльності Спілки радянських композиторів Татарії (1940—1947гг.)», що зберігся в архіві, тільки за 7 років були створені 10 опер, 4 балети, 3 музичні комедії, 3 симфонії, 2 струнних квартети, кілька кантат і сюїт, 2 концерти, понад 150 масових пісень. Звіт відзначав, що опера Назіб Жиганова «Ільдар», поставлена в Казані в 1942 році, стала першою радянською оперою на тему Вітчизняної війни.
Протягом всього періоду 1950 — 1960-х років спостерігалося зростання композиторської організації. Як зазначалося в повідомленні про роботу Спілки композиторів ТАССР за 1956—1961 рр., якщо в 1956 році Спілка об'єднувала 17 композиторів і музикознавців, то до 1961 року їх стало 25, з них 20 осіб з вищою музичною освітою.
|  | Из всей шестидесятилетней истории Союза композиторов Татарстана я бы выделил как особый, «золотой период» его существования пятидесятые и шестидесятые годы, когда шел бурный период становления, появлялись одно за другим произведения крупной формы, ставшие впоследствии классическими в татарской музыке, когда интенсивно работали Назиб Жиганов, Александр Ключарев, Мансур Музафаров, Загид Хабибуллин, Джаудат Файзи, Альберт Леман, позднее — Рустем Яхин. Творческий подъём и энтузиазм этих авторов, связанные с созданием новых произведений, освоением новых форм татарской музыки, особенно в пятидесятые годы были необычайными. Правда, начало пятидесятых годов было омрачено смертью основоположника профессиональной татарской музыки Салиха Сайдашева, но в то же самое время благодаря активной педагогической деятельности А.Лемана начинало работать новое поколение татарских композиторов: А.Монасыпов, Э.Бакиров, Х.Валиуллин. А самыми большими событиями того времени музыкальной жизни Казани стали премьеры сочинений Назиба Жиганова, как симфонические так и оперные. С восторгом были встречены увертюры «Кырлай» и «Нафиса», позднее вторая симфония «Сабантуй», «Симфонические новеллы», «Симфонические песни», оперы «Алтынчэч», «Тюляк и Суслу», особенный же успех выпал на долю его вдохновенной оперы «Джалиль». Союз композиторов тогда жил бурной, полнокровной жизнью первооткрывателей. На пленумы Союза композиторов Татарстана приезжали в разные годы в качестве почетных гостей Кабалевский, Коваль, Шостакович. Помню как Кабалевский, послушав нашу музыку, сказал: «Да, есть такая композиторская школа — казанская!». Семидесятые годы для Союза композиторов Татарстана были наполнены такой же активной творческой жизнью. Союз уже становился многочисленным, в него вливались новые и новые поколения композиторов. …Прекрасный симфонический оркестр под руководством Натана Рахлина, новый концертный зал консерватории, замечательные исполнители — все это способствовало новому творческому взлету, как композиторов старшего поколения, так и молодых. На сцене оперного театра увидели свет оперы Л.Балиуллина, Б.Мулюкова, балеты Э.Бакирова… Анатолий Луппов, из статьи «Золотые десятилетия», журнал «Казань» № 11/1999. |

Лідерами Спілки композиторів Татарстану завжди були композитори — великі музично-громадські діячі. З моменту утворення творчої організації по 1977 рік її головою був Назіб Жиганов. У період з 1977 року по 1989 рік Союз очолював Мірсаід Яруллін. З 1989 року Головою Правління є Народний артист Російської Федерації, Заслужений діяч мистецтв Російської Федерації, Народний артист Республіки Татарстан, лауреат міжнародних конкурсів, лауреат премії Дмитра Шостаковича Союзу композиторів Росії, Голова Спілки композиторів Росії — Рашид Калімуллін.
Остання чверть XX століття ознаменована активною діяльністю композиторів Татарстану Ш. Шарифулліна, Л. Хайрутдінова, Б. Четвергова, А. Руденко, Р. Абдулліна, на зміну яким прийшло нове покоління композиторів — Р. Ахіярова, М. Шамсутдінова, Л. Батир- Булгарі, Ш. Тімербулатов, І. Сафін, Р. Калимуллін. Майже щорічно до складу композиторської організації Татарстану вливаються нові композитори: це С. Зорюкова, С. Бєліков, С. Садикова, Р. Хакімов.
До 1992 року Спілка композиторів Татарстану, яка входить до складу Спілки композиторів Росії, будувала свою діяльність відповідно до Статуту Спілки композиторів Росії. У 1992 році був прийнятий перший самостійний Статут Спілки композиторів Республіки Татарстан. У 1994 році був укладений договір «Про партнерство, співробітництво та спільну діяльність Спілки композиторів Росії і Союзу композиторів Татарстану».
Серед найбільш значущих заходів, що проводяться Спілкою композиторів Республіки Татарстан:
- Міжнародний фестиваль сучасної музики «Європа - Азія» (з 1993 р 1 раз в 2 роки)[4]
- Фестиваль музики композиторів Поволжя і Приуралля (з 1982 р щорічно)
- Симфонічні концерти з нових творів композиторів Татарстану (2 рази на рік)
- Щорічні ювілейні концерти композиторів республіки (симфонічні, камерні, хорові).

У 1999 році Спілка композиторів Республіки Татарстан стала членом Міжнародної Асоціація сучасної музики (ISCM), зі штаб-квартирою в Амстердамі.
У 2015 році Спілка композиторів Республіки Татарстан була прийнята в Лігу азійських композиторів (ACL) зі штаб-квартирою в Токіо.